# Heléne Fritzon
Marie Heléne Elisabeth Fritzon, née le 29 septembre 1960 à Kristianstad, est une femme politique suédoise.
Membre du Parti social-démocrate suédois des travailleurs, elle est la ministre de l'Immigration du gouvernement Löfven de 2017 à 2019. Elle siège au Parlement européen depuis 2019. 